# Portugal i olympiska sommarspelen 1952
Portugal deltog med 71 deltagare vid de olympiska sommarspelen 1952 i Helsingfors. Totalt vann de en bronsmedalj.

## Medaljer

### Brons
- Francisco de Andrade och Joaquim Fiúza - Segling.